# Église Saint-Jean-Baptiste de Bessamorel
L'église Saint-Jean-Baptiste est un édifice situé à Bessamorel, en France.

## Localisation
L'église est située sur le territoire de la commune de Bessamorel, dans le département  de la Haute-Loire, en région Auvergne-Rhône-Alpes.

## Description
L'église était une commanderie des Templiers du Puy. L'élément le plus ancien de l'église remonte au XIIe siècle (chœur et deux travées de la nef). En 1574, la commanderie tombe aux mains des protestants qui n'épargnent que le presbytère et l'église. En 1752, reconstruction du clocher. Clocher carré à flèche polygonale, percé sur plusieurs faces de baies géminées, s'appuyant à l'est sur un mur transversal séparant la couverture de la nef et celle de l'abside. Au XIXe siècle, ajout d'une travée occidentale à la nef ainsi que deux chapelles formant transept (campagne de 1866 à 1867). L'église, de plan cruciforme, possède une abside circulaire à l'intérieur et polygonale à cinq pans à l'extérieur. L'abside], voûtée en cul-de-four, est séparée de la nef par un arc triomphal à doubles rouleaux.

## Historique
L'église est inscrite au titre des monuments historiques par arrêté du 15 juillet 1985.

## Galerie

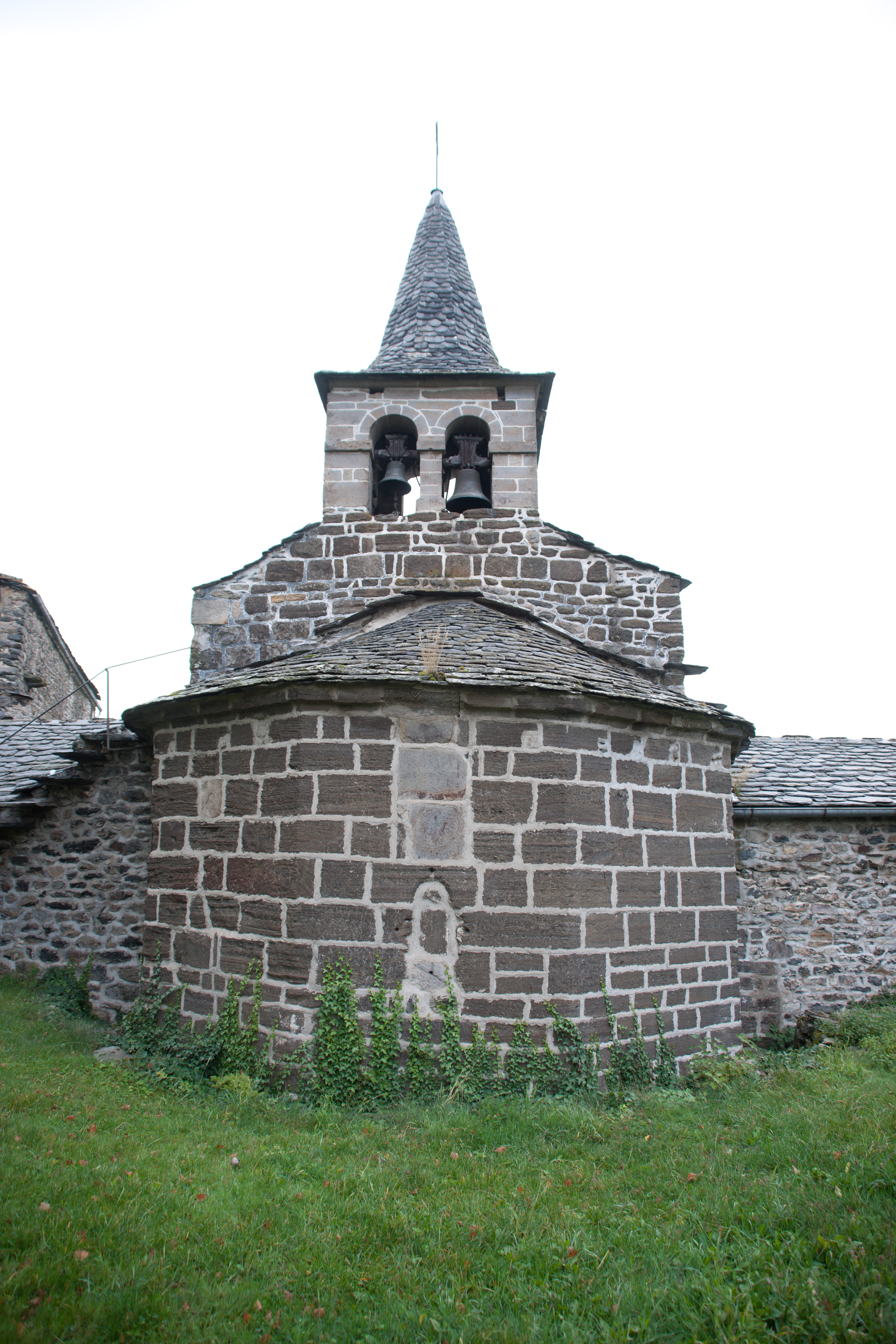